# ゲンゲ属
ゲンゲ属（Astragalus）はマメ科の植物の一群で、北半球の温帯を中心に分布する草本ないし低木、約3,000種を含む大きな属である。日本には中国原産のゲンゲ（レンゲソウ）など14種ほどがある。

## 性質
葉は奇数羽状複葉。茎は匍匐性またはつる性のものが多い。

## 利用
キバナオウギ（タイツリオウギ）またはモウコオウギは「黄耆」として漢方薬に用いられる。
ゲンゲは緑肥として用いられたものが野生化している。
中近東に分布するA. adscendens、A. gummifer、A. brachycalyx、A. tragacanthus等の樹液からは、増粘多糖類として用いられるトラガカント（英: Tragacanth gum）が得られる。
また牧草や蜂蜜の蜜源として用いられるものが多い。

## 主な種
- ムラサキモメンヅル（マンシュウモメンヅル） Astragalus adsurgens
  - シロバナムラサキモメンヅル Astragalus adsurgens f. leucanthus
- ムラサキオウギ Astragalus davuricus
- Astragalus frigidus
  - リシリオウギ Astragalus frigidus subsp. parviflorus
- エゾモメンヅル（チシマモメンヅル） Astragalus japonicus
- カワカミモメンヅル Astragalus kawakamii
- シナガワハギモドキ Astragalus melilotoides
- キバナオウギ（タイツリオウギ） Astragalus membranaceus
  - モウコオウギ（モウコモメンヅル） Astragalus membranaceus var. mongholicus
- モメンヅル Astragalus reflexistipulus
- カラフトモメンヅル Astragalus schelichovii
- シロウマオウギ Astragalus shiroumensis
- ナルトオウギ Astragalus sikokianus
- ゲンゲ Astragalus sinicus
  - シロバナゲンゲ Astragalus sinicus f. albiflorus
- トカチオウギ Astragalus tokachiensis
- カリバオウギ Astragalus yamamotoi

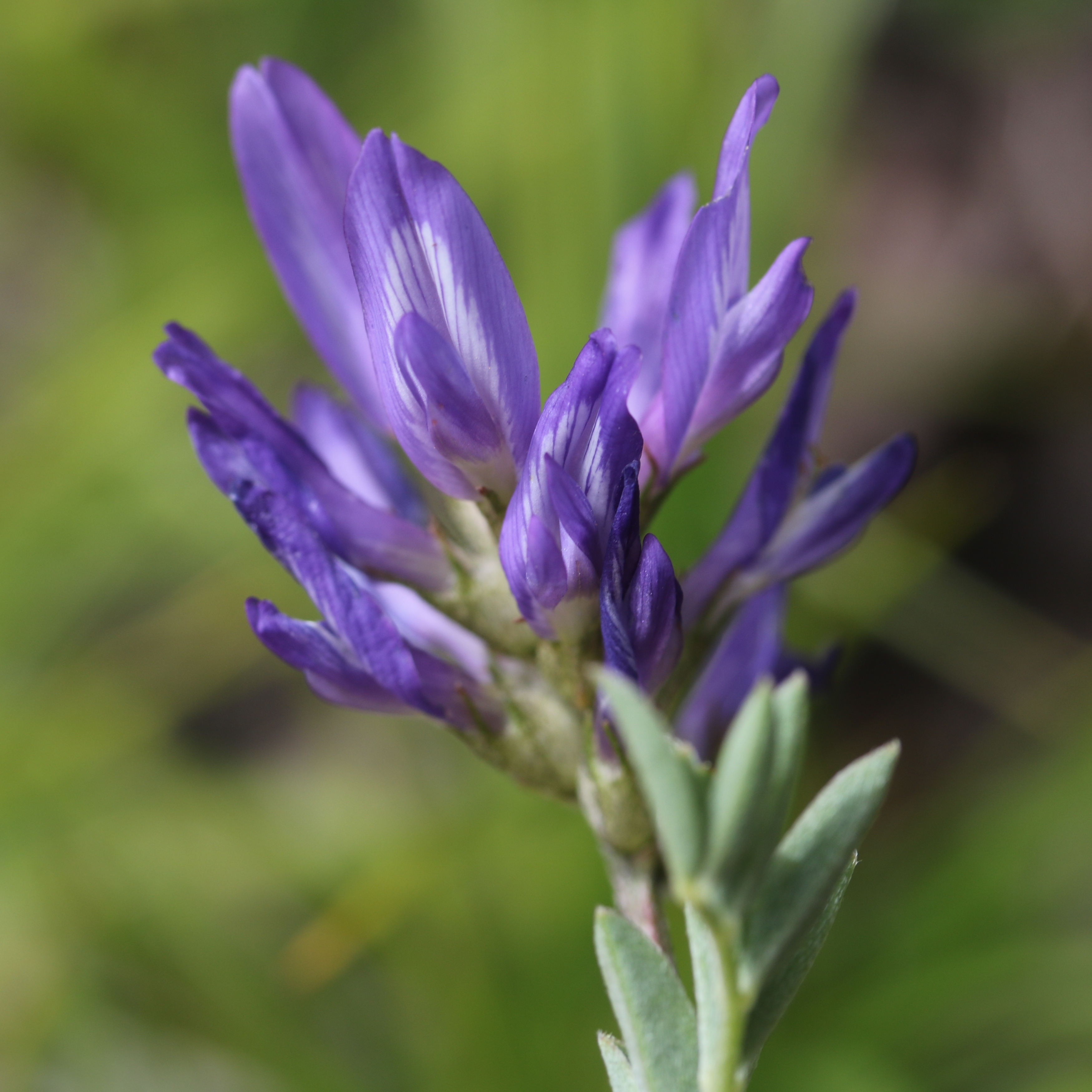
ムラサキモメンヅル A. adsurgens
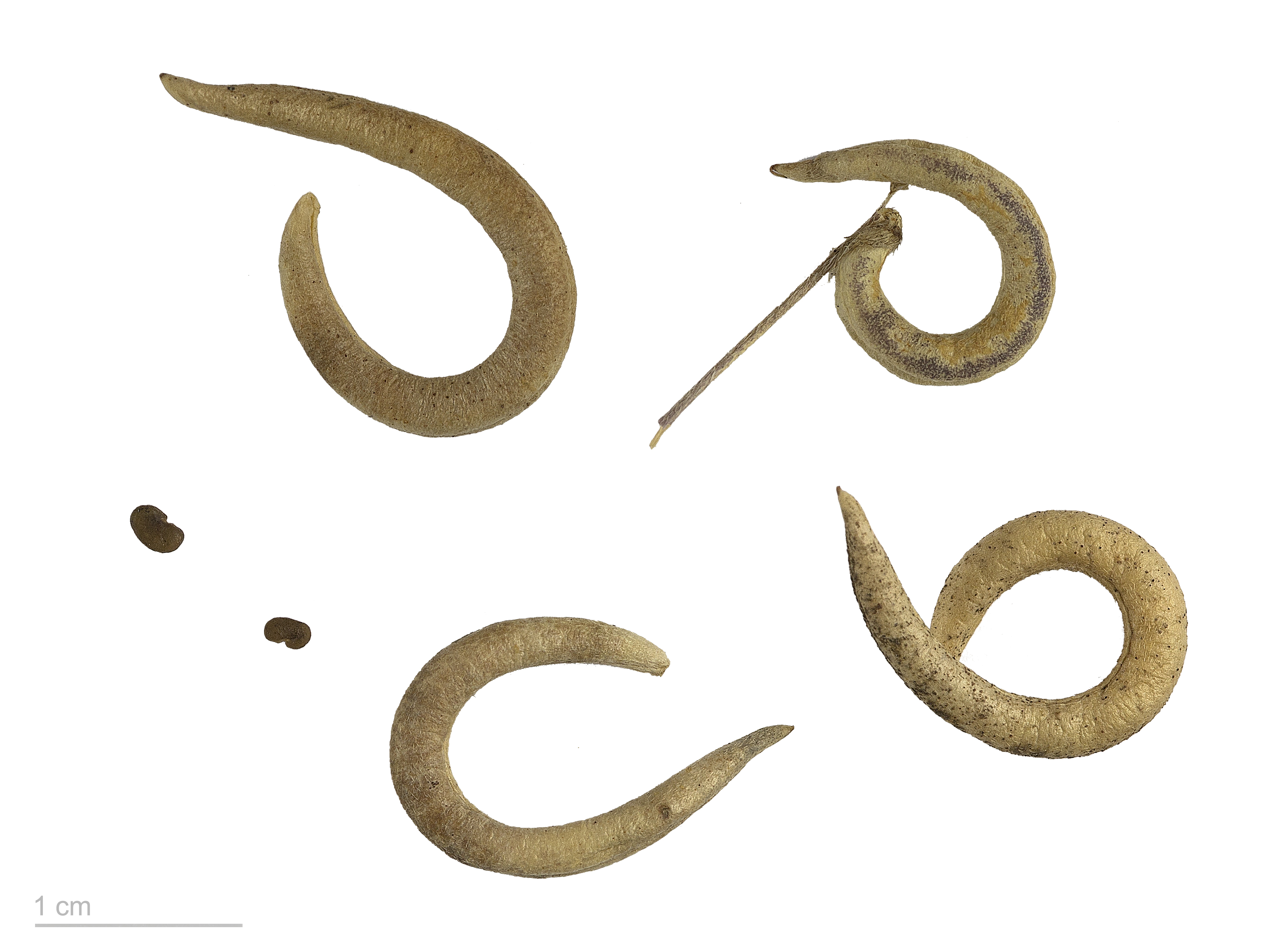
A. hamosus